# Resfriamento passivo
Resfriamento passivo (português brasileiro) ou arrefecimento passivo (português europeu) refere-se às tecnologias usadas em construções objetivando a redução da temperatura sem o uso de fontes de energia extrínsecas à própria construção e suas redondezas, ou seja, sem consumo de energia elétrica ou combustíveis. A ideia é constituir um microclima na construção utilizando-se apenas de fontes de energia e forças naturalmente disponíveis, por exemplo, os ventos, a propriedade do ar quente de subir (o calor do sol usado, p. ex. na chaminé solar), a propriedade da água de resfriar o ar quando evapora (resfriamento evaporativo), etc. Com este objetivo, as propriedades dos materiais são intensamente utilizadas (reflexão, absorção e emissão da energia irradiante do sol, armazenamento maior ou menor do calor…) e também a posição e formato da habitação com relação aos ventos e ao sol, a disposição de janelas, telhados e portas, lagos e vegetação na construção e no entorno.

## O corpo humano na construção
Entender a forma como o corpo humano perde calor é de fundamental importância quando se busca maximizar o conforto térmico numa construção.

### A evaporação do suor
A transpiração do suor é o principal mecanismo de perda de calor do corpo humano, sendo este o mecanismo primordial de regulação da temperatura do corpo quando a temperatura ambiente está maior do que a da pele (acima de 33 °C).
Quanto mais a temperatura ambiente se aproxima de 32-33 °C, maior o desconforto térmico. Se a temperatura ambiente supera 32-33º e a evaporação do suor for dificultada, não apenas o desconforto térmico se torna cada vez mais extremo como também pode levar à morte por hipertermia.
A evaporação do suor permite o resfriamento evaporativo do corpo, possibilitando que a superfície do corpo (e daí a temperatura interna) possa alcançar temperaturas menores do que a ambiente, dissipando o calor gerado pelo próprio metabolismo corporal e a garantindo manutenção da temperatura corporal interna em torno de 36 °C.
Veremos adiante os principais fatores que promovem ou dificultam a evaporação do suor, isto é, uma maior ou menor sensação de calor.

### Papel primordial da ventilação e da umidade relativa do ar na taxa de evaporação do suor
Quanto maior a taxa de evaporação do suor, mais o corpo é resfriado. Dois fatores determinam a taxa de evaporação do suor: a umidade relativa do ar e a ventilação:
a) Umidade relativa do ar: Quanto menor a umidade relativa do ar, maior a taxa evaporativa do suor. Se a umidade relativa se aproximar de 100%, isto significa que a capacidade do ar de conter mais vapor do que já contém tende a ser nula, reduzindo ao mínimo a taxa de evaporação do suor e levando ao máximo o desconforto término no caso de a temperatura ambiente se aproximar ou superar a do corpo humano. Felizmente, na maioria dos climas da terra, a umidade relativa se aproxima de 100% apenas durante precipitações (chuva), fenômeno atmosférico que, por si mesmo, reduz significativamente a temperatura ambiente. Em geral, quanto maior a temperatura ambiente, menor é a umidade relativa do ar (inclusive em climas tropicais úmidos), visto que, quanto maior a temperatura, mais o ar se expande, aumentando sua capacidade de conter vapor (inversamente, quanto menor a temperatura, mais o ar se contrai, reduzindo sua capacidade de conter vapor).
b) ventilação: quanto maior a velocidade do ar que passa sobre a superfície do corpo humano, maior a taxa de evaporação do suor. Deve-se observar que a ventilação por si mesma não reduz a temperatura ambiente, ela apenas aumenta a taxa de evaporação do suor, isto é, promovendo o resfriamento evaporativo do corpo humano. Ademais, a ventilação dissipa a umidade que se acumularia no interior da construção, melhorando o conforto térmico.
Pode-se verificar em nosso corpo a enorme eficácia do resfriamento evaporativo quando, num dia quente, permanecendo molhado após um banho, secamos nosso corpo em frente a um ventilador. Por exemplo, no dia 4 de fevereiro de 2010, no Rio de Janeiro, a temperatura do ar alcançou 40 °C, a máxima do ano, por volta de 4 horas da tarde (http://www.wunderground.com/history/airport/SBAF/2010/2/4/DailyHistory.html), mas a umidade relativa do ar estava em 27%, e a pressão atmosférica estava em 1009 hPa; consequentemente, a temperatura de bulbo úmido era de apenas 24,2 °C, sendo esta a temperatura alcançada por uma superfície molhada exposta ao ar, como por exemplo, a pele molhada, naquele dia mais quente do ano. Para calcular a temperatura de bulbo úmido (wet bulb temperature) a partir da temperatura do ar e da humidade relativa, há na internet calculadoras, como esta: .
Em suma, é de absoluta importância a ventilação e do controle da umidade (por exemplo, a desativação dos sistemas evaporativos passivos quando umidade estiver alta) para o conforto térmico na construção.

## Clima quente e úmido, clima quente e árido e clima temperado
Diferentes estratégias de construção devem ser utilizadas conforme o clima. Os climas quentes e áridos se caracterizam por terem um grande diferença de temperatura entre o dia e a noite (em geral, os dias são extremamente quente e as noites, extremamente frias). Nessas condições, é fundamental que a construção tenha uma grande massa térmica, com muros grossos, com grande resistência a troca de calor e simultaneamente com grande capacidade de armazená-lo, de modo que demore o máximo de tempo para que o calor do dia penetre na habitação e para que o calor armazenado na construção durante o dia mantenha uma temperatura confortável em seu interior durante a noite. Com isso, o interior da construção tende a manter sempre uma temperatura próxima à média entre a máxima do dia e a mínima da noite, ou seja, durante o dia, menor que ao ar livre e, durante a noite, maior que ao ar livre. Devido à baixa umidade relativa do ar, os climas áridos também podem se beneficiar ao máximo do resfriamento evaporativo proporcionado pela água.
Em climas quentes e úmidos, as construções não dispõem dessa grande variação de temperatura ambiente entre o dia e a noite e, consequentemente, sua massa térmica deve ser a menor possível, pois é preciso evitar ao máximo que o calor se acumule na construção, o que faria com que a temperatura em seu interior tenda sempre (de dia e de noite) a ser maior do que a temperatura ao ar livre (durante o dia, o sol aquece o telhado a temperaturas que podem chegar a 70º e, se a massa térmica é muito grande, esse calor tem dificuldade para ser dissipado, fazendo o interior ter sempre uma temperatura superior à do ar livre). Para isso os muros devem ser construídos de materiais leves e finos. Formas de sombreamento (árvores, toldos…) das paredes expostas ao sol devem ser providenciadas. Além disso, neste clima, devido à alta umidade, o resfriamento evaporativo tem menos efeito, mas também é útil, porque os dias mais quentes sem chuvas sempre tendem a ter uma umidade relativa do ar suficientemente reduzida para que o resfriamento evaporativo tenha um efeito significativo.
O clima temperado exige uma construção que seja um meio termo entre as duas estratégias anteriores.

## O Telhado

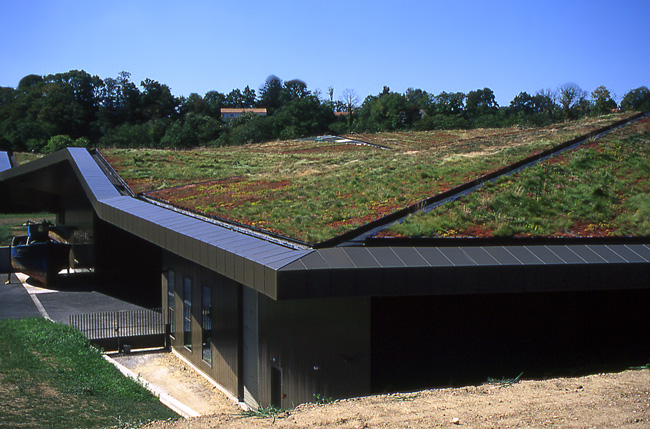
Exemplo de telhado verde (L'Historial de la Vendée, um museu francês)

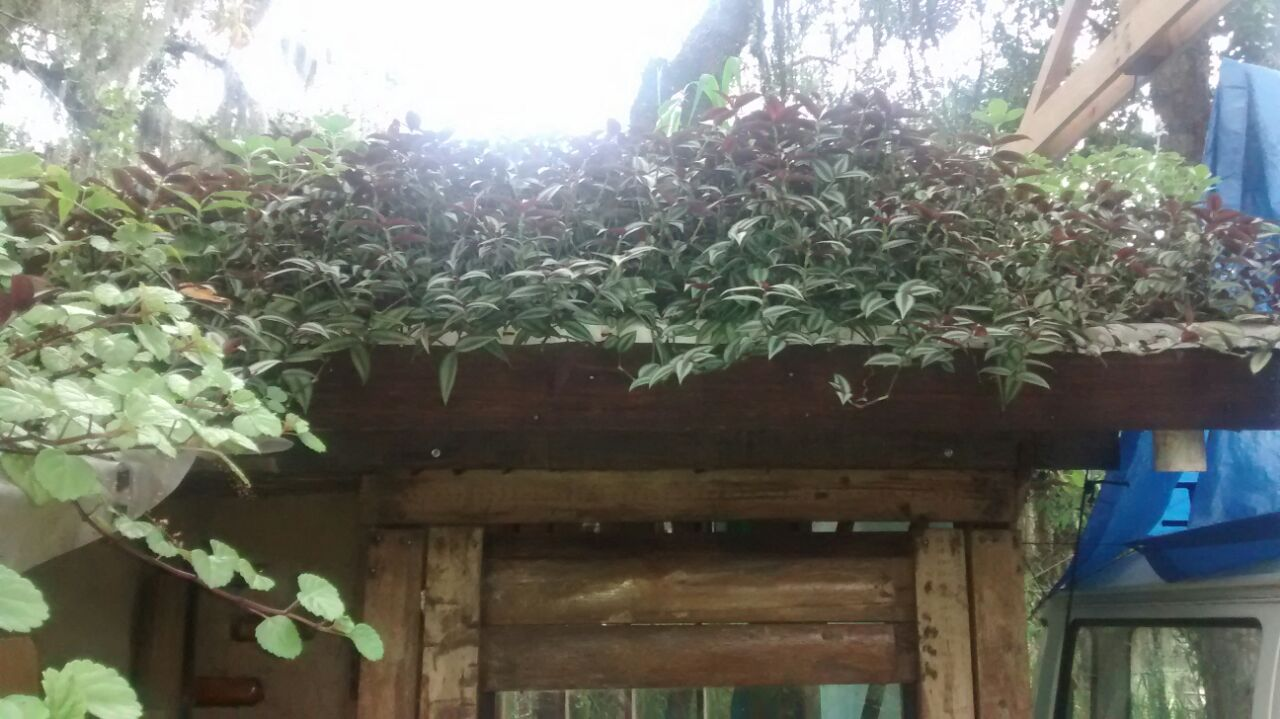
Telhado verde

Cerca de 80% do calor que adentra uma construção é proveniente diretamente da energia irradiante do sol. O telhado absorve diretamente essa radiação eletromagnética do sol no amplo espectro que vai do ultravioleta ao infravermelho, passando pelo espectro visível, e daí, essa energia absorvida pelo telhado é emitida para o interior da construção, por condução e por irradiação no espectro infravermelho (radiação de corpo negro), invisível à olho nu. No entanto, a absorção de energia solar pelo telhado pode ser reduzida. Telhados que refletem a luz solar (quanto mais branca a cor do telhado, maior a reflexão, por exemplo, telhados pintados de cores claras, ou os de alumínio polido podem refletir até 90% da energia do sol) e possuam pouca absorção e emissividade de energia eletromagnética são, portanto, desejáveis.
O isolamento térmico entre o telhado e a construção, como o uso de forros ventilados e subcoberturas reflexivas da radiação infravermelha são bastante efetivos na redução do calor proveniente do sol.
A aspersão de água no telhado também é um método efetivo, devido ao fenômeno do resfriamento evaporativo.
Telhados vivos (isto é, recobertos com vegetação) podem ser capazes de reduzir a temperatura no interior da habitação inclusive a ponto de ser menor do que temperatura ao ar livre graças ao resfriamento evaporativo causado pela evapotranspiração. O mesmo efeito pode ser possível com a construção de um lago raso no telhado.
Construções debaixo da terra ou no interior de pedras aproveitam-se do benefício de que, ali, a temperatura durante todo o ano tende a manter-se próxima à média anual da região.

## Posição e formato da construção em relação ao sol
Uma construção estreita e alongada no sentido leste-oeste atenua o aquecimento provocado pela energia irradiante do sol,porque tem uma superfície menor exposta ao sol durante seu trajeto no céu.

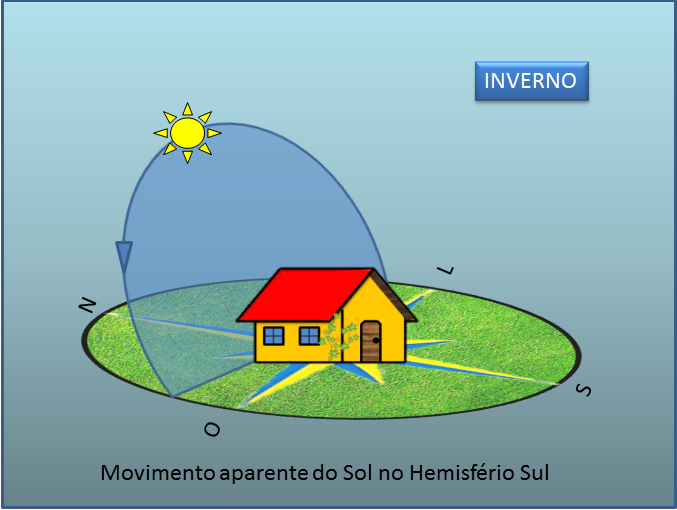
Movimento Aparente do sol no Hemisfério Sul

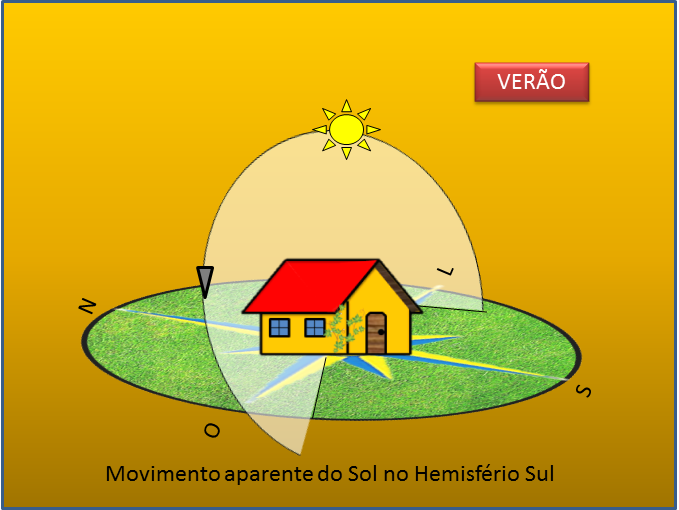
Movimento Aparente do Sol no Hemisfério Sul

Conceitos abaixo, válidos para o hemisfério Sul.
Um fator muito importante que deve-se levar em consideração ao construir ou comprar um imóvel, é a questão da orientação solar, ou seja, o posicionamento da edificação em relação ao sol.
O desejo comum da maioria da população é que, para viver de forma confortável, a habitação ofereça calor nas estações mais frias e maior refrescância nas estações mais quentes. Para atender a essa demanda de forma satisfatória, aconselha-se projetar as principais aberturas da moradia no sentido Norte. Este fato é explicado pela variação angular que ocorre entre o Sol e a superfície da Terra no decorrer do ano. Nas estações mais frias, o Sol forma um ângulo pequeno em relação à Terra, portanto, fachadas voltadas para o Norte recebem insolação durante elevado percentual do dia. Já nas estações mais quentes, observa-se um ângulo bem maior, desta forma a incidência solar ultrapassa as coberturas das casas na maior parte do dia, assim um pequeno beirado nas coberturas sobre as fachadas voltadas para o Norte, já proporcionaria sombra para as mesmas.
Edificações com fachadas com orientação Sul são ótimas em situações em que a luz solar é totalmente INDESEJADA, como por exemplo em estúdios fotográficos. No inverno, o lado Sul não recebe Sol em momento algum e no verão apenas nas primeiras horas do dia.
Os lados Leste e Oeste possuem características similares tratando-se de incidência solar, porém em momentos diferentes do dia. Fachadas à Leste recebem sol na parte da manhã até o meio-dia e à Oeste, na parte da tarde até o ocaso.
"Em geral, ambientes voltados para o Oeste tendem a ser mais quentes do que os voltados para o Leste, apesar de receberem o mesmo número de horas de Sol, porque recebem Sol no período do dia em que a inércia térmica proveniente da noite anterior (frescor noturno) já foi vencida."

## Proteção contra a Insolação

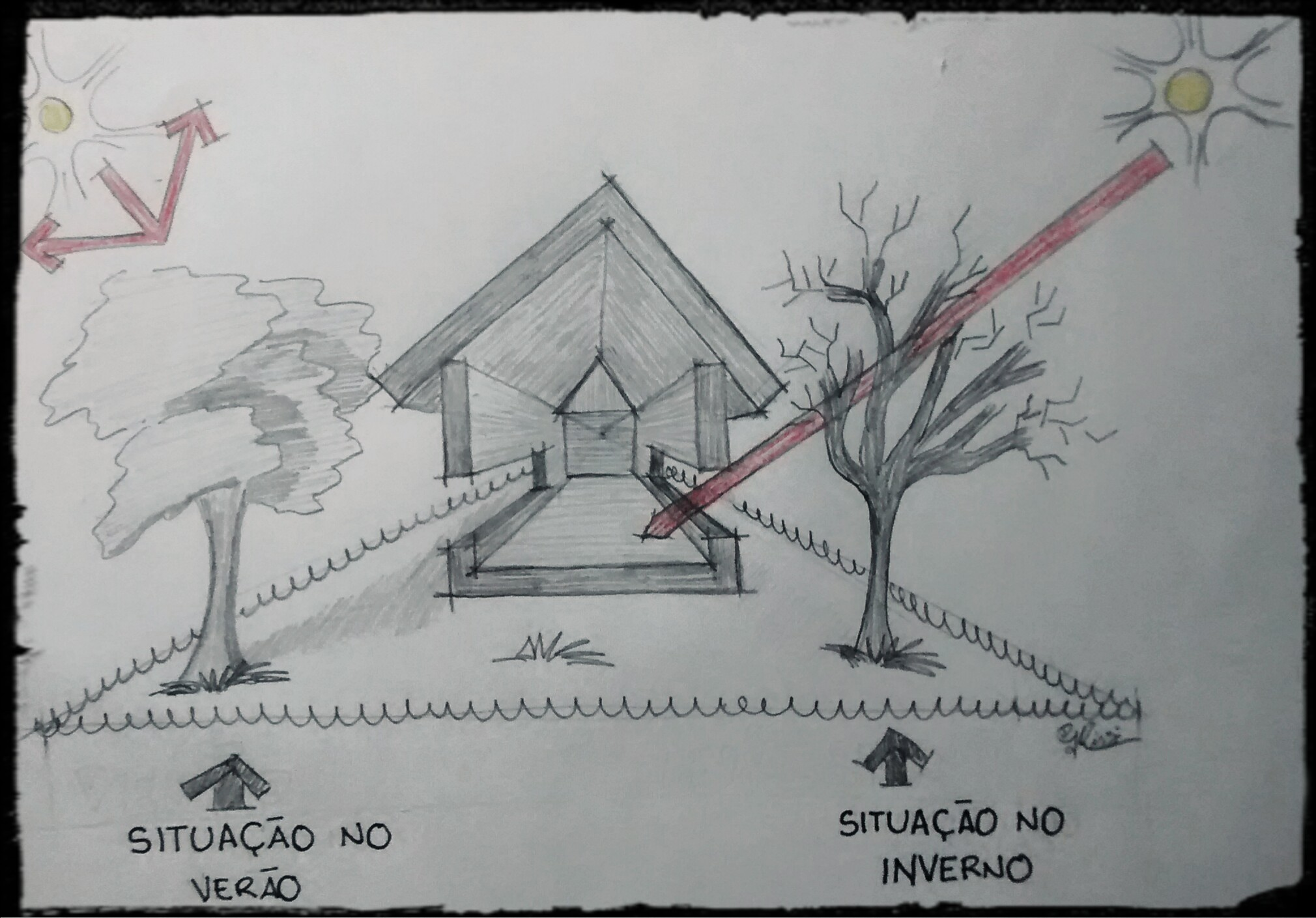
Croquis Explicativo, uso de vegetação para sombreamento

Pode-se afirmar que a principal causa do desconforto térmico no Verão é a insolação.
- Paredes

Nas paredes os efeitos da insolação não é tão significativo como em coberturas, para sua proteção pode-se optar por:
- tintas claras
- sombreamento por meio de para-sóis ou vegetação
- aplicação de materiais isolantes no lato de fora (para não prejudicar a inércia térmica da habitação)
- paredes com grande capacidade calorífica
- Coberturas

A proteção contra a insolação em coberturas pode ser feita com o uso de:
- forro
- telhas de coloração claras
- isolantes térmicos
- materiais com grande Inércia Térmica
Entre as opções apresentadas, a mais econômica e permanente (considerando níveis de eficiência elevados),é a aplicação da técnica de usar uma camada de ar móvel junto à cobertura, a qual é possível com um forro adequadamente projetado.
- Utilização inteligente da Vegetação

- Sombreamento natural
Quando uma proteção solar não é suficiente para sombrear uma abertura na forma desejada, sugere-se o plantio de árvores com folhas caducas (Plantas que perdem suas folhas numa certa estação do ano) em local estratégico.
Exemplo: No Verão, na fachada oeste, mesmo com a aplicação de um brise (Quebra - Sol), em alguns casos o sol incide perpendicularmente na fachada em determinado período do dia, praticamente anulando a função do brise. Neste caso, a utilização de árvores caducas seria uma solução. Plantada em frente à abertura (janela), ela sombreará sem bloquear a luz natural e permitirá a entrada da luz solar no inverno, estação em que perderia suas folhas.

## Mecanismos de Ventilação
"Dá-se o nome de ventilação ao processo de renovar o ar de um recinto" (A.B.N.T)
- VENTILAÇÃO NATURAL (ou espontânea): é provocada pela diferença de pressão causada pelos ventos ou por diferenças de temperaturas.

Dois aspectos fundamentais estão envolvidos na utilização da Ventilação Natural: a distribuição do ar entre os ambientes a serem ventilados e a intensidade do fluxo de ar.
- VENTILAÇÃO ARTIFICIAL (ou mecânica): proporcionada por diferenças de pressão criadas mecanicamente. Geralmente é adotada quando não é possível renovar o ar por meios naturais.

A ventilação artificial, além de não depender das condições atmosféricas, é capaz de tratar o ar filtrando, umidificando ou secando, conforme a necessidade.

- FINALIDADES DA VENTILAÇÃO

Qualidade do ar nos ambientes internos
Resfriamento da edificação
Sensação de frescor aos usuários do ambiente

## Ventilação cruzada

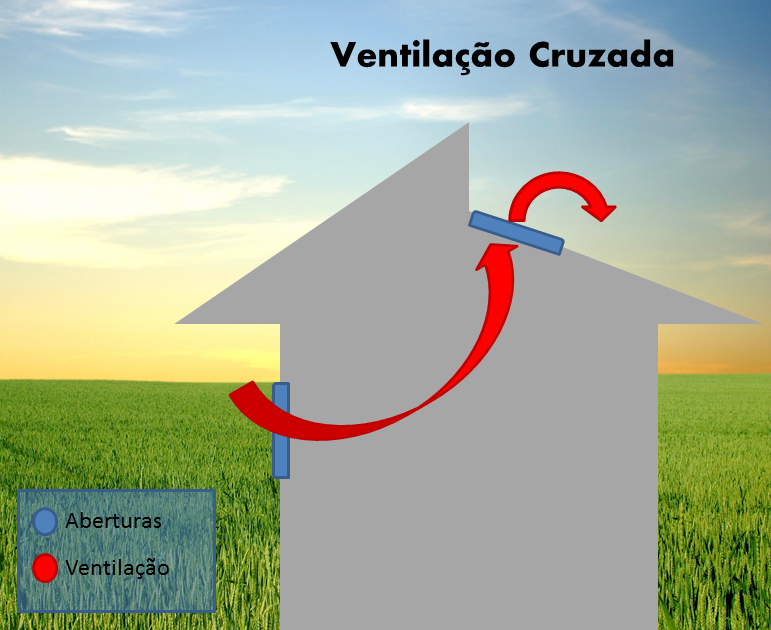
vent. cruzada

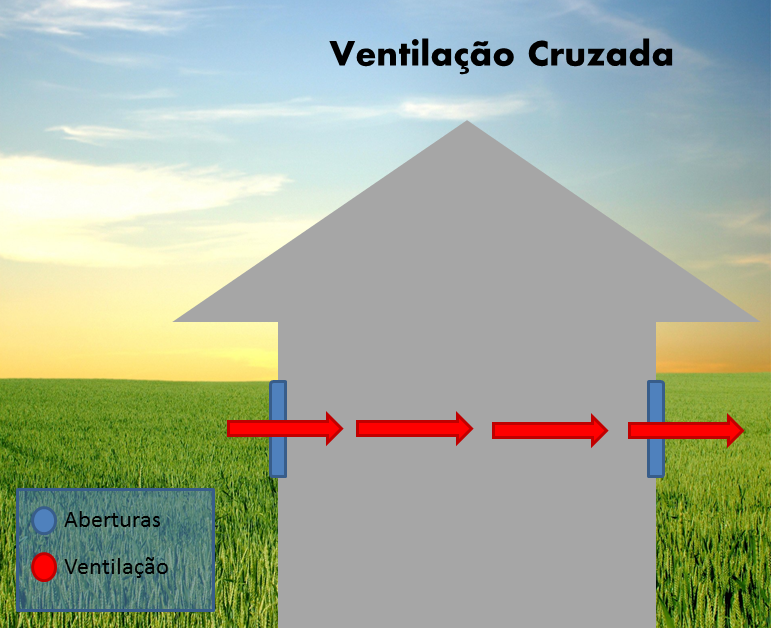
vent. cruzada

Ventilação cruzada é quando as janelas e as portas de um determinado ambiente são colocadas em extremos opostos ou adjacentes, permitindo assim, o trânsito dos ventos dentro do ambiente. Esta técnica diminui a temperatura interna do ambiente e higieniza o ar para maior conforto de seus habitantes.
O projeto da construção, principalmente em climas quentes e úmidos, deve garantir que a ventilação natural passe por toda a habitação, utilizando-se de janelas nos extremos da habitação. As janelas devem ser posicionadas em relação aos pontos cardeais conforme o ventos predominante numa dada região.

## Ventilação induzida pelo calor

Exemplo de chaminé solar moderna

O ar quente tem a propriedade de subir quando há diferenças de temperatura (convecção). Essa propriedade é aproveitada na chamada chaminé solar, que consiste numa torre pintada de negro que aquece o ar em seu interior pelo calor do sol, fazendo-o subir e sair pela chaminé, provocando assim uma sucção do ar mais frio abaixo da torre, ventilando a construção com a entrada de ar pelas janelas.
A cultura persa (Irão, Iraque, Afeganistão) utiliza essa estratégia há milênios. Eles aprimoraram a chaminé solar com sistemas de passagens de ar por poços e canalizações abaixo da terra pelo qual o ar sugado pela chaminé é umidecido e resfriado antes de entrar na habitação. Esta ventilação geotérmica passiva é também chamada "poço canadiano" ou poço Provençal".
Essa mesma tendência do ar quente para subir faz com que, num quarto, o ar quente se acumule próximo ao teto. É importante então que haja aberturas de ventilação nas paredes próximas ao teto ou no próprio teto para que o ar quente saia e o ar frio vindo de baixo (das janelas e portas) preencha seu lugar.

## Resfriamento evaporativo
A água, para mudar do estado líquido para o gasoso, consome uma considerável quantidade de calor do ambiente e da própria água. Quanto maior a superfície de água exposta ao vento, maior a taxa de evaporação e, assim, maior é o resfriamento. A água aspergida alia a máxima superfície exposta ao vento com o mínimo de espaço. Tradicionalmente (Oriente médio, norte da África) também são usados tecidos umidecidos e jarros de barro gotejantes em janelas, além de lagos no entorno que permitem que o vento se resfrie ali antes de entrar na habitação. Telhados verdes e aspersão do telhado também promovem o resfriamento evporativo.
O limite de resfriamento proporcionado pela evaporação da água é a temperatura de bulbo úmido. Na região, quanto maior a diferença entre a temperatura de bulbo úmido e a temperatura de bulbo seco, maior é a efetividade desta técnica, ou seja, quanto menor a umidade relativa do ar, melhor. Alta umidade dificulta a evaporação porque a capacidade do ar de conter água já está ocupada (100% ocupada no caso de um ambiente com umidade relativa do ar de 100%) e, consequentemente não há espaço para a evaporação acontecer.
Além disso, o resfriamento evaporativo natural é o responsável por regular a temperatura do corpo humano através da transpiração do suor quando a temperatura ambiente está maior do que a do corpo. Porém, quanto maior a umidade relativa do ar, mais a capacidade evaporativa do suor é reduzida, provocando um grande desconforto térmico. A falta de ventilação intensifica esse desconforto. Daí a grande importância da ventilação e do controle da umidade (por exemplo, a desativação dos sistemas evaporativos passivos quando umidade estiver alta) para o conforto térmico na construção.